# Jefersson Martínez
Jefersson Justino Martínez Valverde (Arboletes, Antioquia, Colombia, 16 de agosto de 1993) es un futbolista colombiano que juega de guardameta y actualmente milita en el Junior de Barranquilla.

## Trayectoria

### Inicios
Inició su carrera como futbolista en su ciudad natal en Arboletes, después muy joven su destino fue Montería en donde hizo entrenamientos en selecciones córdoba en categorías dos años mayor a su edad. A sus 14 años el club antioqueño Envigado FC lo contrató para su equipo

### Envigado F. C.
Martínez realiza su proceso de divisiones menores en el club antioqueño. Debuta en el primer equipo en el año 2010, manteniéndose como alternativa en el arco. En 2016 se convierte en el segundo arquero del equipo, disputando la titularidad con el experimentado guardameta Breiner Castillo. Para la temporada 2017, y tras la salida del veterano Castillo, Martínez se adueña de la titularidad en el arco envigadeño, manteniéndose así hasta la temporada 2018. Para la temporada 2019 el guardameta antioqueño mantiene la titularidad, además de tener la mejor temporada de su carrera. El 28 de febrero de 2019 es elegido como la figura del partido jugado ante Atlético Junior, atajando un penal que decretaría el empate entre ambas divisas. Nuevamente se haría figura atajando un penal el 31 de marzo, ante Independiente Santa Fe, partido en el cual recibiría nuevamente la distinción como mejor jugador del encuentro tras finalizar este. Finaliza el Torneo Apertura 2019 habiendo jugado los 20 partidos que disputó su equipo, con 66 atajadas y 20 goles en contra. Su rendimiento despertaría el interés de varios clubes del combinado nacional, en especial de Millonarios Fútbol Club

### Millonarios
El 10 de junio de 2019 llegan a un acuerdo para la transferencia del guardameta al equipo embajador. Finalmente el 27 de junio se hace oficial su préstamo a un año con opción de compra. Debuta el 14 de julio en la derrota como locales 1-2 frente a su exequipo Envigado FC. El 21 de julio es elegido figura del partido en la victoria 1 a 0 ante el Once Caldas.
Gracias a su rendimiento, Millonarios Fútbol Club ejerció la opción de compra con Envigado Fútbol Club por el portero. Su contrato fue extendido a 3 años. Sin embargo, debido a la crisis económica por la pandemia por coronavirus, el club no consigue llegar a un acuerdo económico, por lo cual se cancela el contrato previo y el jugador termina su cesión en el club embajador.

### Atlético Bucaramanga
Después de la cancelación de su contrato por parte de millonarios FC llegó a un acuerdo con el conjunto Atlético Bucaramanga en 2020.

### Deportes Tolima
En enero del 2021 fue anunciado como  guardameta del equipo vinotinto y oro, el 20 de junio fueron campeones del torneo apertura 2021 así logrando su primer título como futbolista. En enero de 2022 en común acuerdo con el club finalizaron el vínculo laboral.

## Clubes
| Club                 | País     | Año             |
| -------------------- | -------- | --------------- |
| Envigado F. C.       | Colombia | 2010 - 2019     |
| Millonarios          | Colombia | 2019 - 2020     |
| Atlético Bucaramanga | Colombia | 2020            |
| Deportes Tolima      | Colombia | 2021            |
| Junior               | Colombia | 2022 - Presente |

## Estadísticas
| Club                            | Div.          | Temporada     | Liga  | Liga  | Liga   | Copa Nacional | Copa Nacional | Copa Nacional | Copa Internacional | Copa Internacional | Copa Internacional | Total | Total | Total  |
| Club                            | Div.          | Temporada     | Part. | Goles | P.Inv. | Part.         | Goles         | P.Inv.        | Part.              | Goles              | P.Inv.             | Part. | Goles | P.Inv. |
| ------------------------------- | ------------- | ------------- | ----- | ----- | ------ | ------------- | ------------- | ------------- | ------------------ | ------------------ | ------------------ | ----- | ----- | ------ |
| Envigado F. C. · Colombia       | 1.ª           | 2010          | —     | —     | —      | 1             | 0             | 1             | —                  | —                  | —                  | 1     | 0     | 1      |
| Envigado F. C. · Colombia       | 1.ª           | 2011          | —     | —     | —      | 3             | -7            | 0             | —                  | —                  | —                  | 3     | -7    | 1      |
| Envigado F. C. · Colombia       | 1.ª           | 2012          | —     | —     | —      | —             | —             | —             | —                  | —                  | —                  | 0     | 0     | 0      |
| Envigado F. C. · Colombia       | 1.ª           | 2013          | —     | —     | —      | 6             | -6            | 2             | —                  | —                  | —                  | 6     | -6    | 2      |
| Envigado F. C. · Colombia       | 1.ª           | 2014          | 6     | -8    | 1      | 7             | -9            | 2             | —                  | —                  | —                  | 13    | -17   | 3      |
| Envigado F. C. · Colombia       | 1.ª           | 2015          | 6     | -6    | 2      | 8             | -9            | 1             | —                  | —                  | —                  | 14    | -15   | 3      |
| Envigado F. C. · Colombia       | 1.ª           | 2016          | 26    | -25   | 9      | 8             | -10           | 3             | —                  | —                  | —                  | 34    | -35   | 12     |
| Envigado F. C. · Colombia       | 1.ª           | 2017          | 27    | -32   | 7      | —             | —             | —             | —                  | —                  | —                  | 27    | -32   | 7      |
| Envigado F. C. · Colombia       | 1.ª           | 2018          | 12    | -14   | 4      | 2             | -3            | 0             | —                  | —                  | —                  | 14    | -17   | 4      |
| Envigado F. C. · Colombia       | 1.ª           | 2019          | 20    | -20   | 6      | —             | —             | —             | —                  | —                  | —                  | 20    | -20   | 6      |
| Envigado F. C. · Colombia       | Total club    | Total club    | 97    | -105  | 29     | 35            | -44           | 9             | —                  | —                  | —                  | 132   | -149  | 38     |
| Millonarios · Colombia          | 1.ª           | 2019          | 10    | -13   | 1      | 1             | -2            | 0             | —                  | —                  | —                  | 11    | -15   | 1      |
| Millonarios · Colombia          | 1.ª           | 2020          | 1     | -1    | 0      | —             | —             | —             | —                  | —                  | —                  | 1     | -1    | 0      |
| Millonarios · Colombia          | Total club    | Total club    | 11    | -14   | 1      | 1             | -2            | 0             | —                  | —                  | —                  | 12    | -16   | 1      |
| Atlético Bucaramanga · Colombia | 1.ª           | 2020          | 15    | -17   | 4      | —             | —             | —             | —                  | —                  | —                  | 15    | -17   | 4      |
| Atlético Bucaramanga · Colombia | Total club    | Total club    | 15    | -17   | 4      | —             | —             | —             | —                  | —                  | —                  | 15    | -17   | 4      |
| Deportes Tolima · Colombia      | 1.ª           | 2021          | —     | —     | —      | —             | —             | —             | —                  | —                  | —                  | 0     | 0     | 0      |
| Deportes Tolima · Colombia      | Total club    | Total club    | —     | —     | —      | —             | —             | —             | —                  | —                  | —                  | 0     | 0     | 0      |
| Junior · Colombia               | 1.ª           | 2022          | 4     | -6    | 1      | 1             | -1            | 0             | —                  | —                  | —                  | 5     | -7    | 1      |
| Junior · Colombia               | 1.ª           | 2023          | 18    | -14   | 9      | —             | —             | —             | —                  | —                  | —                  | 18    | -14   | 9      |
| Junior · Colombia               | 1.ª           | 2024          | 12    | -11   | 5      | 1             | -2            | 0             | —                  | —                  | —                  | 13    | -13   | 5      |
| Junior · Colombia               | 1.ª           | 2025          | 8     | -9    | 2      | 2             | -3            | 0             | —                  | —                  | —                  | 10    | -12   | 2      |
| Junior · Colombia               | Total club    | Total club    | 42    | -40   | 17     | 4             | -6            | 0             | —                  | —                  | —                  | 46    | -46   | 17     |
| Total carrera                   | Total carrera | Total carrera | 165   | -176  | 51     | 40            | -52           | 9             | 0                  | 0                  | 0                  | 205   | -228  | 60     |

## Palmarés

### Títulos nacionales
| Título              | Equipo          | País     | Año     |
| ------------------- | --------------- | -------- | ------- |
| Categoría Primera A | Deportes Tolima | Colombia | 2021-I  |
| Categoría Primera A | Junior          | Colombia | 2023-II |